# Nikanor (Brovkovič)
Nikanòr, in russo Никанор?, nato Aleksandr Ivanovič Brovkovič, in russo Александр Иванович Бровкович? (Mahilëŭ, 20 novembre 1827 – Odessa, 27 dicembre 1890), è stato un monaco cristiano, teologo e filosofo russo, arcivescovo ortodosso di Odessa dal 1883 alla morte.